# Mahela Jayawardene
Pour les articles homonymes, voir Jayawardene.
Denagamage Proboth Mahela de Silva Jayawardene (ou Jayawardena), dit Mahela Jayawardene, est un joueur de cricket international srilankais né le 27 mai 1977 à Colombo. Batteur au sein du Sinhalese Sports Club, où il débute en 1996, il est sélectionné pour la première fois avec l'équipe du Sri Lanka en Test cricket en 1997 et en One-day International (ODI) l'année suivante.
Il succède à Marvan Atapattu en tant que capitaine de la sélection nationale en 2006 et est désigné « capitaine de l'année » aux ICC Awards la même année. En 2009, il devient le premier srilankais à passer la barre des huit-mille courses inscrites en test-matchs et quitte sa fonction de capitaine.

## Biographie

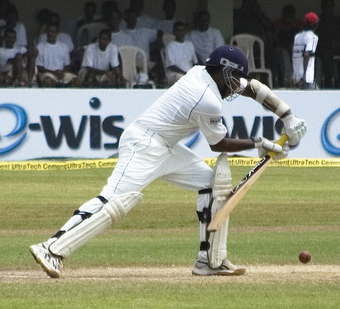
Mahela Jayawardene en action en 2008.

Mahela Jayawardene naît le 27 mai 1977 à Colombo. Il est éduqué à Nalanda College. Il débute en first-class cricket avec le Sri Lanka Board President's XI en 1995 et dispute sa première saison avec le Sinhalese Sports Club en 1996-1997.
Il est sélectionné pour la première fois avec l'équipe du Sri Lanka en Test cricket en août 1997, à l'âge de vingt ans, contre l'Inde. Il marque son premier century dans cette forme de jeu lors de sa quatrième sélection, contre la Nouvelle-Zélande, avec un score de 167 course.
Jayawardene est nommé capitaine de la sélection nationale en 2006, d'abord temporairement à la suite d'une blessure de Marvan Atapattu, puis de manière définitive. En juillet de la même année, il marque 374 courses en une manche contre l'Afrique du Sud. C'est le quatrième meilleur score individuel de l'histoire en test-matchs et le plus haut réalisé par un Sri-Lankais. Dans la même manche, il accumule 624 courses avec son coéquipier Kumar Sangakkara. Les deux joueurs totalisent ainsi le plus haut score réalisé en association de l'histoire non seulement en Test cricket, mais également en first-class cricket. Il est nommé « capitaine de l'année » au ICC Awards.
Après quelques mauvaises performances en ODI, il annonce en février 2009 qu'il se retire de la responsabilité de capitaine à l'issue de la série qui suit face au Pakistan. Lors de la première manche du premier match de cette série, il accumule 437 courses avec Thilan Samaraweera, un record d'association pour le quatrième guichet. Il marque son premier double-century en dehors du Sri Lanka et devient par la même occasion le premier Sri-Lankais à passer la barre des huit-mille courses en test-matchs. En novembre de la même année, Prasanna Jayawardene et lui marquent 351 courses contre l'Inde et battent le record de l'association la plus élevée pour le sixième guichets.

## Bilan sportif

### Principales équipes
|                       | Test        | ODI         | Twenty20    |
| --------------------- | ----------- | ----------- | ----------- |
| Sri Lanka             | 1997 -      | 1998 -      | 2006 -      |
| Asie                  |             | 2005 -      |             |
|                       | First-class | List A      | Twenty20    |
| Sinhalese Sports Club | 1996-1997 - | 1996-1997 - | 2004-2005 - |
| Wayamba               |             | 2007-2008   |             |
| Kings XI Punjab       |             |             | 2008 -      |

### Statistiques
Mahela Jayawardene est le premier joueur srilankais à passer la barre des huit-mille courses en test-matchs.
En 2006, il marque 374 courses en une manche contre l'Afrique du Sud, le plus haut score atteint par un Sri-Lankais en test-match, battant le record national de Sanath Jayasuriya (340 courses). Au cours de la même manche il accumule 624 courses en association avec Kumar Sangakkara. Les deux joueurs battent ainsi le record du plus haut score réalisé en association en test-match de leurs compatriotes Sanath Jayasuriya et Roshan Mahanama (576 courses en 1997 contre l'Inde), mais également le record de la plus haute association en cricket « first-class » des Indiens de l'équipe de Baroda Vijay Hazare et Gul Mohammad (577 en 1947 contre Holkar).

## Honneurs
- Désigné « capitaine de l'année » aux ICC Awards en 2006.
- Un des cinq Wisden Cricketers of the Year de l'année 2007.